# Classe abstraite
En programmation orientée objet (POO), une classe abstraite est une classe si et seulement si elle n'est pas instanciable. Elle sert de base à d'autres classes dérivées (héritées).

## Précision
Le mécanisme des classes abstraites permet de définir des comportements (méthodes) dont l'implémentation (le code dans la méthode) se fait dans les classes filles. Ainsi, on a l'assurance que les classes filles respecteront le contrat défini par la classe mère abstraite. Ce contrat est une interface de programmation.
Prenons l'exemple suivant :
vous avez une classe Humain, à partir de laquelle dérivent la classe Homme et la classe Femme.
En toute logique, Homme et Femme sont instanciables (les objets créés ont une existence en soi), mais la classe Humain sera déclarée abstraite car un objet Humain n'existe pas en tant que tel, puisqu'il manque l'information sur le sexe.
Ici, la classe Humain servira à implémenter des méthodes qui seront utilisées à la fois pour Homme et pour Femme.

## Classe abstraite enUML 2.0

### Diagramme de classes
Dans les diagrammes de classe, les classes abstraites ont leur nom écrit en italique.

## Classe abstraite dans les langages
En Java, en C#, en TypeScript et en PHP, le mot clef définissant une classe abstraite est : abstract.
En C++, une classe est abstraite si elle contient au moins une méthode déclarée virtuelle pure, c'est-à-dire commençant par virtual et terminée par = 0. Ce type de classe n'est pas instanciable. On peut néanmoins créer des pointeurs ou des références du type de la classe abstraite qui pointeront ou référenceront des objets d'une classe dérivée non abstraite. Une fonction virtuelle pure doit être définie ou redéclarée explicitement virtuelle pure.
En Pascal les mots clefs abstract ou virtual (les deux existent et sont identiques) sont utilisés dans la déclaration du type classe en fin de ligne afin de préciser quelles seront les méthodes virtuelles ou abstraites (par exemple : function Addition(A, B: integer): integer; abstract;).
En Visual basic .Net, une classe est abstraite si elle est précédée de la déclaration MustInherit. Typiquement, cette classe contient au moins une méthode virtuelle pure, déclarée avec MustOverride.
En Javascript, une classe abstraite équivaut à un object ne contenant pas d'attribut constructor.
En WLangage de Windev,, les mots clés définissant une classe abstraite sont : abstraite ou abstract.

## Cas particuliers
Une interface est une classe Java qui ne contient que des méthodes abstraites et n'implémente aucun champ (hormis des constantes), c'est-à-dire des méthodes sans implémentation. Elle sert de formalisme pour les classes qui implémentent cette dernière. Les méthodes abstraites de l'interface ne sont accessibles qu'à partir des classes qui implémentent l'interface et ces classes doivent les redéfinir en les implémentant.
Une interface (en Java 7 ou antérieur ou en Pascal) ou un protocole (en Objective C) sont des classes abstraites sans implémentation. Toutes les méthodes sont abstraites. Seule l'interface de la classe apparaît. Le concept équivalent en C++ est la classe virtuelle pure, où toutes les méthodes sont virtuelles pures.
Un mixin est une classe abstraite qui permet d'ajouter un service à ses sous-classes. En ce sens, il s'apparente plus à un plugin basé sur l'héritage.